# Zhi-Vago
Zhi-Vago war ein deutsches Dreamhouse-Musikprojekt der beiden Musikproduzenten Claudio Mangione und Gottfried Engels, das sich stark am damaligen Sound von Robert Miles orientierte.
Es existierte von 1996 bis 2002.

## Bandgeschichte
Claudio Mangione und Gottfried Engel waren bereits seit Anfang der 1990er an elektronischen musikalischen Projekten als Produzenten beteiligt. Sie gründeten Zhi-Vago 1996.
Als erste Veröffentlichung erschien eine Dance-Version des U2-Songs With or Without You. Das Management von U2 war jedoch nicht einverstanden, und die Single musste vom Markt genommen werden. Als Sängerin wurde Eliz Yavuz (auch bekannt als Alice Montana) engagiert, die vorher im Video Get-a-way des Dance-Projekts Maxx die Sängerin darstellte. Zunächst erschienen die Veröffentlichungen über das deutsche Label Dance Street.
1996 erschien die Single Celebrate the Love, die in Frankreich und der Schweiz die Top Ten der Singlecharts erreichte. Den Gesang übernahm Joan Wilson. Es folgte die Single Dreamer, die in die Single-Charts von Deutschland und Frankreich gelangte. Zu beiden Hit-Singles wurden Promotion-Videos produziert. Es kam zu zahlreichen Liveauftritten, die auch in Fernsehsendungen ausgestrahlt wurden. 1996 traten sie auch beim Alfa Dance Festival in Mexiko auf.
Im selben Jahr wurde ein Zhi-Vago-Remix des Titels Fall Down On Me für das Projekt Solid aufgenommen und unter dem Namen Fall Down On Me (Zhi-Vago In Mission Mix) auf der Single Fall Down On Me - The New Mixes veröffentlicht. Ferner erschienen im Jahr 1996 mit Celebrate (The Love) (The Remix Edition) und (Complete Remix) zwei Extended Plays der Erfolgssingle.
1997 erschien mit Teardrops from Heaven eine weitere Single, der Erfolg der vorangegangenen Singles konnte jedoch nicht wiederholt werden. Auch zu Teardrops from Heaven wurde ein Promotion-Video produziert, diesmal jedoch ohne Joan Wilson. Es kam zu keiner Chartplatzierung. Gottfried Engel war auch einer der Köpfe hinter Bellini, womit er im Sommer 1997 hingegen sehr viel größeren Erfolg hatte.
Ab 2000 wurde über das deutsche Trance-Label Gang Go Music veröffentlicht. Es folgte On My Mind im Jahr 2000, diesmal mit Cindy Gabriel am Gesang. 2002 erschien ein weiterer Remix ihres Hits Celebrate the Love. Danach löste sich die Gruppe auf.
2013 wurde ein Remix von Celebrate mit der Bezeichnung (DJ M-Zone Mix) auf einem Sampler namens D.Trance 62 veröffentlicht. Der Remix wurde vom Künstler M-Zone (Michael Marshall) erstellt, Zhi-Vago wurde dabei als Interpret gelistet.
Am 23. August 2015 verstarb Produzent und Mitbegründer Gottfried Engels im Alter von 66 Jahren nach kurzer schwerer Krankheit, nachdem er nicht mehr aus einem künstlichen Koma aufwachte. 2019 veröffentlichte der Musiker DJ Crayfish einen Zusammenschnitt der bekanntesten Zhi-Vago-Stücke unter dem Titel Zhi-Vago Megamix 2019 auf seinem Youtube-Kanal.

## Diskografie

### Singles
| Jahr | Titel Album            | Höchstplatzierung, Gesamtwochen, AuszeichnungChartplatzierungen (Jahr, Titel, Album, Platzierungen, Wochen, Auszeichnungen, Anmerkungen) | Höchstplatzierung, Gesamtwochen, AuszeichnungChartplatzierungen (Jahr, Titel, Album, Platzierungen, Wochen, Auszeichnungen, Anmerkungen) | Höchstplatzierung, Gesamtwochen, AuszeichnungChartplatzierungen (Jahr, Titel, Album, Platzierungen, Wochen, Auszeichnungen, Anmerkungen) | Höchstplatzierung, Gesamtwochen, AuszeichnungChartplatzierungen (Jahr, Titel, Album, Platzierungen, Wochen, Auszeichnungen, Anmerkungen) | Anmerkungen |
| Jahr | Titel Album            | DE | AT | CH | FR | Anmerkungen |
| ---- | ---------------------- | --- | --- | --- | --- | ----------- |
| 1996 | Celebrate (The Love) – | DE18 (16 Wo.)DE | AT15 (11 Wo.)AT | CH9 (12 Wo.)CH | FR8 Gold · (14 Wo.)FR |             |
| 1996 | Dreamer –              | DE49 (4 Wo.)DE | — | — | FR30 (10 Wo.)FR |             |

Weitere Singles
- 1996: With or Without You

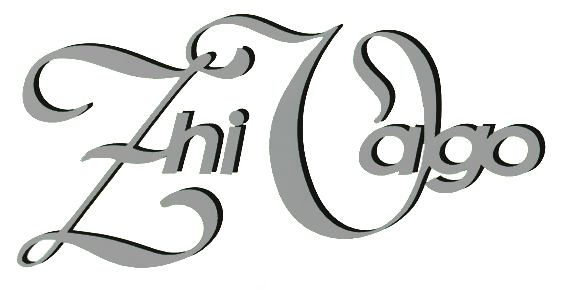
Späteres Logo

- 1996: Celebrate (The Love) (The Remix Edition)
- 1996: Celebrate (The Love) (The Complete Remix) EP
- 1997: Teardrops from Heaven
- 2000: On My Mind
- 2002: Celebrate the Love 2002
- 2013: Celebrate (DJ M-Zone Mix) (nur Sampler D.Trance 62)

#### Remixe
- 1996: Solid - Fall Down On Me (Zhi-Vago In Mission Mix)

## Musikvideos
- 1996: Celebrate (The Love)
- 1996: Dreamer
- 1997: Teardrops from Heaven